# Сере (город, Греция)
Се́ре, Серре, Серры (греч. Σέρραι ή Σέρρες) — город в Греции. Расположен на высоте 53 метра над уровнем моря, в восточной части долины Стримона (Струмы), в 345 километрах к северу от Афин и в 71 километре к северо-востоку от Салоник. Административный центр одноимённой общины и одноимённой периферийной единицы в периферии Центральная Македония. Население 58 287 жителей по переписи 2011 года.
Экономический и промышленный центр периферийной единицы. В городе развиты табачная и текстильная промышленности. Крупнейший после Кавалы город к востоку от Салоник. Город со значительной историей и памятниками. Является духовно-административным центром Серрейской митрополии Константинопольской православной церкви, которая в то же время — титулярная епархия Католической церкви.
Через город проходит национальная дорога 12 Салоники — Драма, западнее проходит автострада 25, часть европейского маршрута E79.

## История
Основание города восходит к XII веку до н. э., ко времени переселения пеонов, тевкров и дарданов из Малой Азии на север Греции. Впервые упоминается Геродотом как Сирис Пеоническая (греч. Σίρις η Παιονική). Фракийское племя, жителей города Геродот называет сириопеонами.
Во II веке вошёл в состав Римской империи. Во II или III веке стал центром епархии, затем архиепархии и митрополии (между 1022 и 1035 годами), которой подчинялась Зихнийская и Меленикская епархии. В византийский период император Никифор I в 803 году перестроил и укрепил город, с тех пор город имел большой гарнизон и служил крепостью против нашествия славян. В 990 году император Василий II Болгаробойца укрепил город и использовал его как центр войны с болгарами, завершившейся в 1014 году победой в битве на Клейдионе. В 1195—1196 годах разграблен болгарами. Был захвачен крестоносцами в 1204 году. Входил в Эпирское царство. В 1206 году был захвачен и разрушен болгарским царём Калояном. В 1221 году захвачен эпирским царём Феодором Комнином Дукой. В 1246—1261 годах входил в Никейскую империю, затем в Византию. Достиг расцвета в начале XIV века. В ходе гражданской войны оказал сопротивление осаждавшим войскам императора Иоанна Кантакузина и Стефана Душана. Захвачен в 1345 году при правлении Стефана Душана, провозгласившего себя царём сербов и греков. В 1366—1371 годах город входил во владения короля Вукашина Мрнявчевича. С 1371 года — в составе Византии. В 1371 году деспот Салоник Мануил II Палеолог перестраивает и укрепляет город и крепость против нашествия турок-османов. 19 сентября 1383 года город захвачен османами под предводительством Эвреноса и разграблен.
В 1385 году султан Мурад I построил «Старую мечеть» (тур. Eski cami). В XVI веке город посетил французский путешественник Пьер Белон. Исмаил-бей укрепил город против Али-паши Тепеленского. В 1807 году владения местного правителя охватывали область от Штипа на западе, Софии и Филиппополя на севере, Комотини на востоке и до гор на границе серрейской равнины на юге. В тот период в городе проживало 25 000—30 000 жителей, в том числе 15 000 турок, на серрейской равнине выращивали хлопок, пшеницу и табак. В городе находился крупный рынок, на котором торговали товарами из отдаленных провинций Османской империи.
Уроженцем Сере был герой Греческой революции 1821 года Эммануил Паппас, руководитель восстания на полуострове Халкидики. В 1814 году у Паппаса произошёл конфликт с Юсуф-беем, новым правителем и Паппас был вынужден бежать в Константинополь. Там Паппас вступил в Филики Этерия. В 1821 году Паппас начал действовать на Афоне, его поддержали несколько жителей Сере, в том числе Николаос Касомулис. В 1872—1904 годах усилилась деятельность болгар, вооружённое сопротивление которым оказали местные греки, в том числе Пасхалис Циангас. 24 октября (6 ноября) 1912 года город был оккупирован во время Первой Балканской войны взят болгарской армией и сожжён 28 июня (10 июля) 1913 года, за день до освобождения 29 июня (11 июля) 1913 года во время Второй Балканской войны греческой армией под командованием Константина I. В 1916 году в ходе Первой мировой войны город снова был занят болгарами и освобождён в 1918 году силами союзников.

## Достопримечательности
Руины древних зданий, византийские укрепления свидетельствуют о непрерывном существовании поселения в области Серской крепости. Найдены фрагменты керамики различных периодов. На южном склоне холма крепости расположено римское кладбище. Вазы, надгробия и другие археологические находки хранятся в Серском археологическом музее. Византийский город большей частью не сохранился, но церкви и стены свидетельствуют о существовании важного города. Городские стены не сохранились, лишь в западной части города при раскопках найдены участки. Стены крепости сохранились, на некоторых участках на значительную высоту и со многими башнями. Самая известная башня — западная «башня Ореста», высота которой составляла 20 метров. Орест (Ὀρέστης) был исторической личностью и как свидетельствуют две надписи на кирпичах на западной стороне построил башню в 1350 году по приказу короля Стефана Душана. Три другие башни в северной части крепости построены при Мануиле II Палеологе. Остальная часть крепости более поздней постройки и неоднократно перестаивалась.
В крепости сохранился византийский храм Айос-Николаос (св. Николая) первой половины XIV века, с тремя однонефными помещениями под куполом и криптой. В 1926 году были произведены раскопки, найдены фрески и украшения, в 1937 году храм был восстановлен.
В центре города восстановлена большая базилика Айи-Теодори во имя Феодора Тирона и Феодора Стратилата XI века. Базилика перестроена в 1430 и 1725 годах, в 1913 году сгорела при пожаре и позже была восстановлена.
За городом находится монастырь Айос-Еорьос-Крионеритис, который подчиняется монастырю Святого Иоанна Крестителя и состоит из двух небольших церквей: однонефной с куполом Айос-Димитриос XIII века и трёхнефной с куполом Айос-Еорьос XIV века.
Из турецких памятников сохранились мечеть Мехмед-бея XV века, мечеть Зинджирли и Безестен, большой крытый рынок с шестью куполами, один из двух сохранившихся безестенов в Греции (второй в Салониках).
В городе работает Этнографический музей каракачанов.

## Культура
Сере — город, в котором особенное распространение получил греческий слоёный пирог бугаца. В июне 2008 года в городе был проведён Первый фестиваль бугацы, на июнь 2009 года запланирован Второй.

## Сообщество Сере
В 1918 году (ΦΕΚ 248Α) создана община Сере. В сообщество входят пять населённых пунктов. Население 59 376 жителей по переписи 2011 года. Площадь 96,475 квадратного километра.
| Населённый пункт | Население (2011), человек |
| ---------------- | ------------------------- |
| Айос-Иоанис      | 723                       |
| Като-Метохион    | 197                       |
| Кринос           | 31                        |
| Ксиротопос       | 138                       |
| Сере             | 58 287                    |

## Население
| Год  | Население, человек |
| ---- | ------------------ |
| 1991 | 51 640             |
| 2001 | 55 996             |
| 2011 | ↗ 58 287           |

## Города-побратимы
- Благоевград, Болгария
- Велико-Тырново, Болгария
- Петрич, Болгария